# Тронев, Виктор Григорьевич
Виктор Григорьевич Тронев (1903—1964) — советский учёный-химик, лауреат Сталинской премии (1951).
Родился в 1903 году.
После окончания вуза работал в ИОНХ (Институт общей и неорганической химии).
В 1920-х годах вместе с В. В. Ипатьевым и О. Е. Звягинцевым провёл оригинальные исследования по автоклавному осаждению платиноидов водородом, по окислению в щелочных средах моносульфидов и
полиметаллических концентратов.

В 1935 году защитил кандидатскую диссертацию на тему «Вытеснение и разделение металлов платиновой группы водородом из растворов солей».
В 1936—1941 гг. впервые в СССР показал возможность комплексной переработки некоторых полиметаллических концентратов. Применил аммиачное автоклавное выщелачивание сульфидных медно-никель-кобальтовых концентратов под давлением воздуха с последующим раздельным восстановлением металлов водородом из раствора их аммонийных солей и переводом серы в сульфат аммония. Осуществил выщелачивание свинцово-медноцинковых сульфидных концентратов раствором едкого натра под давлением воздуха с переводом в раствор свинца и цинка в форме плюмбита и цинката натрия и серы в форме сульфата натрия; окисел меди при высокой температуре переходил в нерастворимую в щёлочи форму. Эти работы обобщил в 1942 г.
Вместе с В. В. Ипатьевым разработал способы разделения платиноидов из некоторых бинарных смесей.
Сталинская премия 1951 года (в составе коллектива) — за разработку и внедрение в производство новой технологии получения вторичных металлов. Награждён орденом «Знак Почёта» (1953).
Доктор химических наук (1952).
Сочинения:
- Вклад русских учёных в химию редких элементов [Текст] / Д-р хим. наук В. Г. Тронев. — Москва : Знание, 1952. — 23 с.; 22 см. — (Серия/ Всесоюз. о-во по распространению полит. и науч. знаний; 2).